# Terremoto 10° grado
Terremoto 10º grado (恐竜・怪鳥の伝説?, Kyōryū kaichō no densetsu, lett. "La leggenda dei dinosauri e degli uccelli mostruosi") è un film del 1977 diretto da Junji Kurata.

## Trama
In seguito a un terremoto, mostri giganti escono dalle viscere della terra.

## Accoglienza
Fantafilm lo giudica un film poco ispirato nella regia, adatto solo agli appassionati del genere.